# Adam Sroczyński
Adam Sroczyński (ur. 30 grudnia 1910 w Poznaniu, zm. 17 października 2008) – polski  technolog produktów skrobiowych, profesor Politechniki Łódzkiej.
W 1935 roku uzyskał dyplom magistra inżyniera chemika na Wydziale Chemicznym Politechniki Lwowskiej. W 1936 roku rozpoczął pracę w Wytwórni Przemysłu Ziemniaczanego we Wronkach na stanowisku zastępcy dyrektora ds. produkcji i kierownika laboratorium. W 1937 roku został przeniesiony do Wytwórni Przemysłu Ziemniaczanego w Lubaniu koło Poznania, gdzie kierował krochmalnią i syropiarnią. W czasie II wojny światowej pracował w polskim Zakładzie Cukierniczym w Jarosławiu i w Cukrowni Przeworsk. W czerwcu 1945 powrócił do Wytwórni w Luboniu, następnie objął stanowisko dyrektora Wytwórni Przemysłu Ziemniaczanego w Kątach Wrocławskich. W 1947 roku objął dodatkowo stanowisko dyrektora Wytwórni Przemysłu Ziemniaczanego w Namysłowie, zajmując się odbudową i uruchomieniem produkcji w obydwu Wytwórniach.
W 1948 roku rozpoczął działalność dydaktyczną, początkowo na kursach Instytutu Technologii Rolnej Uniwersytetu Wrocławskiego. Od 1949 roku związany z Katedrą Technologii Przemysłów Rolniczych Politechniki Wrocławskiej, gdzie w 1952 roku uzyskał stopień doktora nauk technicznych, a następnie z Akademią Rolniczą we Wrocławiu, gdzie prowadził wykłady z fizykochemii węglowodanów. Jednocześnie prowadził wykłady z technologii chemicznej przemysłu fermentacyjnego, mikrobiologii technicznej i chemii koloidów w Szkole Inżynierskiej, zorganizowanej przez Politechnikę Wrocławską.
W marcu 1954 roku rozpoczął pracę na Wydziale Chemii Spożywczej Politechniki Łódzkiej, gdzie zorganizował Zakład Technologii Krochmalu i Syropu (późniejszy Zakład Technologii Skrobi i Cukiernictwa) i był jego kierownikiem w latach 1956–1970. W 1956 roku uzyskał tytuł zastępcy profesora, a w 1962 roku, po zakończeniu przewodu habilitacyjnego, uzyskał stopień naukowy docenta. Jego praca habilitacyjna, dotycząca odzyskiwania białka z soku ziemniaczanego, została w całości opublikowana przez Departament Rolnictwa Stanów Zjednoczonych. We wrześniu tego roku objął stanowisko docenta etatowego w Katedrze Cukrownictwa i Technologii Środków Spożywczych.  W 1971 roku uzyskał tytuł profesora nadzwyczajnego, a w roku 1983 profesora zwyczajnego.
Jego zainteresowania naukowo-badawcze, ukierunkowane na problematykę przemysłu ziemniaczanego i cukierniczego, w szczególności dotyczyły chemii i technologii skrobi. Do szczególnych jego osiągnięć badawczych należą: opracowanie sposobu odzyskiwania białka z soku ziemniaczanego, zapoczątkowanie w kraju prac nad otrzymywaniem skrobi modyfikowanych i uzyskanie szeregu preparatów o różnym zastosowaniu praktycznym, badania nad krystalizacją glukozy z soków glukozowych i hydrolu.
Jest autorem 98 publikacji, 15 patentów i współautorem dwóch książek. Wypromował 12 doktorów.
Prodziekan ds. dydaktycznych, a następnie prodziekan ds. naukowych na Wydziale Chemii Spożywczej PŁ w latach 1958–1969.
W 1995 roku otrzymał tytuł doktora honoris causa Akademii Rolniczej we Wrocławiu.
Był członkiem Komitetu Technologii i Chemii Żywności PAN oraz wiceprzewodniczącym, a następnie przez 10 lat przewodniczącym Sekcji Technologii Węglowodanów PAN. Był również współzałożycielem Polskiego Towarzystwa Technologów Żywności. Za osiągnięcia naukowe, dydaktyczne i organizacyjne był wielokrotnie odznaczany, m.in. Krzyżem Kawalerskim Orderu Odrodzenia Polski, odznaką „Zasłużony Nauczyciel PRL” oraz odznaczeniami resortowymi.